# Понырки
Понырки (пол. Ponyrko) — дворянский род.
Потомство Романа Богдановича Понырки, товарища сотни Глуховской (1656).

## Описание герба
В серебряном поле золотое яблоко, пронзенное тремя мечами в звезду, в вершине золотой кавалерский крест.
Щит увенчан дворянскими шлемом и короной. Нашлемник: пять страусовых перьев Намет на щите золотой, подложенный серебром.